# KAA Gent
KAA Gent (Koninklijke Atletiek Associatie Gent) je belgický fotbalový klub sídlící ve městě Gent. Byl založen roku 1864, a to pod názvem AA Gent.
V sezóně 2020/21 hraje nejvyšší belgickou ligovou soutěž Jupiler Pro League. Hřištěm klubu je Ghelamco Arena s kapacitou 20 000 diváků.
Po zisku mistrovského titulu v sezóně 2014/15 si v sezóně následující poprvé zahrál Ligu mistrů UEFA.
V té postoupil ze skupiny do osmifinále, čímž navázal na někdejší tažení Pohárem UEFA, které v sezóně 1991/92 skončilo ve čtvrtfinále.
V minulosti se účastnil Poháru Intertoto, ve kterém dvakrát prohrál finálových zápas.
Rivalem Gentu je Club Brugge, toto derby nese název „Bitva o Flandry“.
Dalším rivalem je Lokeren.

## Úspěchy
- 1× vítěz belgické 1. ligy (2014/15)[7]
- 4× vítěz belgického fotbalového poháru (1963/64, 1983/84, 2009/10, 2021/22)
- 1× vítěz belgického fotbalového superpoháru (2015)[8]

## Účast v evropských pohárech
| Ročník  | Soutěž             | Kolo                   | Klub                  | Doma | Venku | Celkem   |
| ------- | ------------------ | ---------------------- | --------------------- | ---- | ----- | -------- |
| 2016/17 | Evropská liga UEFA | 3. předkolo            | FC Viitorul           | 5:0  | 0:0   | 5:0      |
| 2016/17 | Evropská liga UEFA | 4. předkolo            | FK Škendija 79 Tetovo | 2:1  | 4:0   | 6:1      |
| 2016/17 | Evropská liga UEFA | Skupina „H“            | SC Braga              | 2:2  | 1:1   | 2. místo |
| 2016/17 | Evropská liga UEFA | Skupina „H“            | Konyaspor             | 2:1  | 1:1   | 2. místo |
| 2016/17 | Evropská liga UEFA | Skupina „H“            | Šachtar Doněck        | 3:5  | 0:5   | 2. místo |
| 2016/17 | Evropská liga UEFA | Šestnáctifinále        | Tottenham Hotspur     | 1:0  | 2:2   | 3:2      |
| 2016/17 | Evropská liga UEFA | Osmifinále             | KRC Genk              | 2:5  | 1:1   | 3:6      |
| 2017/18 | Evropská liga UEFA | 3. předkolo            | SC Rheindorf Altach   | 1:1  | 1:3   | 2:4      |
| 2018/19 | Evropská liga UEFA | 3. předkolo            | Jagiellonia Białystok | 3:1  | 1:0   | 4:1      |
| 2018/19 | Evropská liga UEFA | 4. předkolo            | Girondins Bordeaux    | 0:0  | 0:2   | 0:2      |
| 2019/20 | Evropská liga UEFA | 2. předkolo            | FC Viitorul           | 6:3  | 1:2   | 7:5      |
| 2019/20 | Evropská liga UEFA | 3. předkolo            | AEK Larnaka           | 3:0  | 1:1   | 4:1      |
| 2019/20 | Evropská liga UEFA | 4. předkolo            | HNK Rijeka            | 2:1  | 1:1   | 3:2      |
| 2019/20 | Evropská liga UEFA | Skupina „I“            | AS Saint-Étienne      | 3:2  | 0:0   | 1. místo |
| 2019/20 | Evropská liga UEFA | Skupina „I“            | FK Oleksandrija       | 2:1  | 1:1   | 1. místo |
| 2019/20 | Evropská liga UEFA | Skupina „I“            | VfL Wolfsburg         | 2:2  | 1:3   | 1. místo |
| 2019/20 | Evropská liga UEFA | Šestnáctifinále        | AS Řím                | 1:1  | 0:1   | 1:2      |
| 2020/21 | Liga mistrů UEFA   | 3. předkolo            | Rapid Vídeň           | 2:1  | 2:1   | 2:1      |
| 2020/21 | Liga mistrů UEFA   | 4. předkolo (Play-off) | Dynamo Kyjev          | 1:2  | 0:3   | 1:4      |
| 2020/21 | Evropská liga UEFA | Skupina „L“            | Slovan Liberec        | 1:2  | 0:1   | 4. místo |
| 2020/21 | Evropská liga UEFA | Skupina „L“            | Hoffenheim            | 1:4  | 1:4   | 4. místo |
| 2020/21 | Evropská liga UEFA | Skupina „L“            | CZ Bělehrad           | 0:2  | 1:2   | 4. místo |

Aktuální k dubnu 2021 (ovšem nedokončeno – chybí výsledky z minulosti)
Zdroj:

## Známí hráči
- Michel De Wolf (1983–1988) – belgický reprezentant
- Nicolas Lombaerts (2004–2007)[10] – belgický reprezentant
- Sven Kums (2014–2016, 2019–) – hráč roku belgické ligy
- Mbark Boussoufa (2004–2006, hostování v roce 2016) – marocký reprezentant a hráč roku belgické ligy[11]